# Euglyphis vitripuncta
Euglyphis vitripuncta é uma espécie do gênero Euglyphis.  